# Tatari v Ukrajini
Tatari so ena izmed mnogih etničnih manjšin v Ukrajini. V Ukrajini se identifikacija Tatar uporablja predvsem za turško etnično skupino, kot so Volški Tatari, manj pogosto pa za Sibirske Tatare.

## Lokacija in številka
V Ukrajini je število Tatarov ocenjeno na več kot 73.000 (ukrajinski popis 2001) Tatari so v Ukrajini živeli od knežjih časov. Eden od njegovih predstavnikov kan Tugorkhan je živel na otoku Truhaniv do svojega atentata leta 1096.